# Sandy Shellworth
Sandra Whitney Shellworth, coniugata Hildner, detta Sandy (Annapolis, 22 giugno 1944 – 10 gennaio 2019), è stata una sciatrice alpina e allenatrice di sci alpino statunitense.

## Biografia
Sciatrice polivalente, Sandy Shellworth debuttò in campo internazionale in occasione delle Vail Trophy Races 1963 (Vail, 9-10 febbraio), dove si classificò 8ª nella discesa libera, 4ª nello slalom speciale e 7ª nella combinata, e nel prosieguo della stagione si piazzò 2ª dietro alla tedesca occidentale Barbara Henneberger nello slalom speciale degli US Open (Alyeska, 4-6 aprile), aggiudicandosi così il titolo nazionale statunitense. Nel 1966 fu 3ª nello slalom gigante delle SDS-Rennen (Grindelwald, 11-14 gennaio), ma terminò anzitempo la stagione a causa della frattura di una gamba.
In Coppa del Mondo esordì nella seconda gara femminile della stagione inaugurale del circuito, lo slalom gigante disputato l'8 gennaio 1967 a Oberstaufen (senza completare la prova), ottenne il primo piazzamento l'11 gennaio seguente a Grindelwald nella medesima specialità (14ª) e conquistò il miglior risultato in carriera il 18 gennaio successivo a Schruns in discesa libera (12ª); in quella stessa stagione 1967 vinse la discesa libera e la combinata e fu 2ª nello slalom gigante della Roch Cup (Aspen, 9-13 febbraio), non valida per la Coppa del Mondo, e conquistò il suo secondo titolo nazionale statunitense, nello slalom gigante, prima di subire nuovamente un infortunio (ancora la frattura di una gamba) che ne compromise il prosieguo della stagione.
Tornò alle gare all'inizio della stagione 1967-1968 e ai X Giochi olimpici invernali di Grenoble 1968, sua unica presenza olimpica e iridata, si classificò 21ª nella discesa libera, l'unica gara nella quale prese il via; si ritirò al termine di quella stessa stagione e la sua ultima gara fu lo slalom gigante di Coppa del Mondo disputato ad Aspen il 17 marzo, chiuso dalla Shellworth al 16º posto. Dopo il ritirò fu allenatrice del Winter Park Ski Team dal 1974 al 1977.

## Palmarès

### Classiche
Roch Cup
- 2 vittorie (discesa libera, combinata ad Aspen 1967)

### Campionati statunitensi
- 2 ori (slalom speciale nel 1963; slalom gigante nel 1967)[3]